# ریموسکی
ریموسکی (به فرانسوی: Rimouski) شهرکی در منطقه شهری ریموسکی-نژت ناحیه با-سن-لوران در استان کبک کانادا است. در سرشماری سال ۲۰۱۱ این شهرک ۴۲٬۵۱۶ نفر جمعیت داشته‌است و مساحت آن ۲۵۴٫۱۶ کیلومتر مربع است.